# Mercury City Tower
Mercury City Tower (rusă: Меркурий Сити Тауэр) este un zgârie-nori în prezent în construcție situat în districtul Moscow International Business Center, Moscova, Rusia. Construcția a început în luna noiembrie a anului 2009 și este planificată să fie finalizată până la sfârșitul anului 2012. La finalizare, aceasta va deveni cea mai înaltă clădire din Europa, tronând orizontul Moscovei de la 339 m înălțime, cu 75 de etaje și 5 niveluri subterane.
La începutul lunii mai 2011, înălțimea clădirii depășea sensibil 230 m, înălțime corespunzătoare etajului 53, cu mai mult de jumătate din pereții exteriori placați cu ferestrele arămii. Turnul depășea înălțimea de 301.6 m a clădirii City of Capitals, de asemenea situată în Moscova, pe 17 ianuarie 2012 și a atins înălțimea de 310.8 m în luna martie a aceluiași an.
Arhitectul Frank Williams susține că aceasta este prima clădire ecologică din Moscova. Aceasta este concepută în așa fel încât să consume cât mai puțină apă și electricitate prin colectarea apei rezultate din topire și furnizarea a 75 de procente din spațiul de lucru cu lumină. 10% din materialele de construcție provin de pe o rază de 300 km în jurul sitului de construcție.

## Planul clădirii
Fațada Moscovei a suferit modificări drastice în ultimul deceniu. Capitala Rusiei se modernizează în ritm alert, în pas cu alte orașe precum New York, Londra sau Tokyo. Transformarea actuală trebuie să fie creditată primarului orașului, Yuri Luzhkov, care are cunoștințe vaste ale arhitecturii internaționale, precum și o mare viziune și dragoste nemărginită pentru Moscova. Orașul are o "formă arhitecturală construită", fiind bogat în complexitate și amploare. Ca rezultat, proiectarea clădirii Mercury City Tower se leagă de eșafodajul orașului și face trimitere la contructivismul rusesc. Acest stil arhitectural conferă clădirii o verticalitate evidentă asemenea clădirii Chrysler din New York. Antena de 61 m detronează faimoasa clădire Chrysler în topul celor mai înalte clădiri din lume.
- etajele -5 — -3: parcare pentru mai mult de 440 mașini[2]
- etajul -2: întrebuințare tehnică
- etajul -1: magazine
- etajele 1 — 2: intrarea, restaurante și magazine
- etajele 2 — 38: birouri
- etajul 39: întrebuințare tehnică
- etajele 40 — 70: apartamente, centre de fitness, spa și restaurante
- etajul 66: întrebuințare tehnică

## Cronologie
- Noiembrie 2005: Este demarată construcția clădirii Mercury City Tower.
- 20 aprilie 2006: Conceptul arhitectural al clădirii este aprobat.
- Iunie 2006: Conceptul tehnic al clădirii este aprobat.
- Mai 2011: Al 53-lea etaj (230 m) al clădirii este completat.
- Februarie 2012: Al 67-lea etaj al clădirii este completat.
- Sfârșitul lui 2012: Construcția clădirii Mercury City Tower este finalizată.
- Începutul lui 2013: Ceremonia de deschidere a clădirii Mercury City Tower.